# Do Band
 (juin 2018).
Do Band (en persan : دوبند) est un village de la province du Khouzistan en Iran. Lors du recensement de 2006, sa population était de 208 habitants pour 39 familles.